# Ilex macropoda
Ilex macropoda là một loài thực vật có hoa trong họ Aquifoliaceae. Loài này được Miq. mô tả khoa học đầu tiên năm 1867.

## Hình ảnh

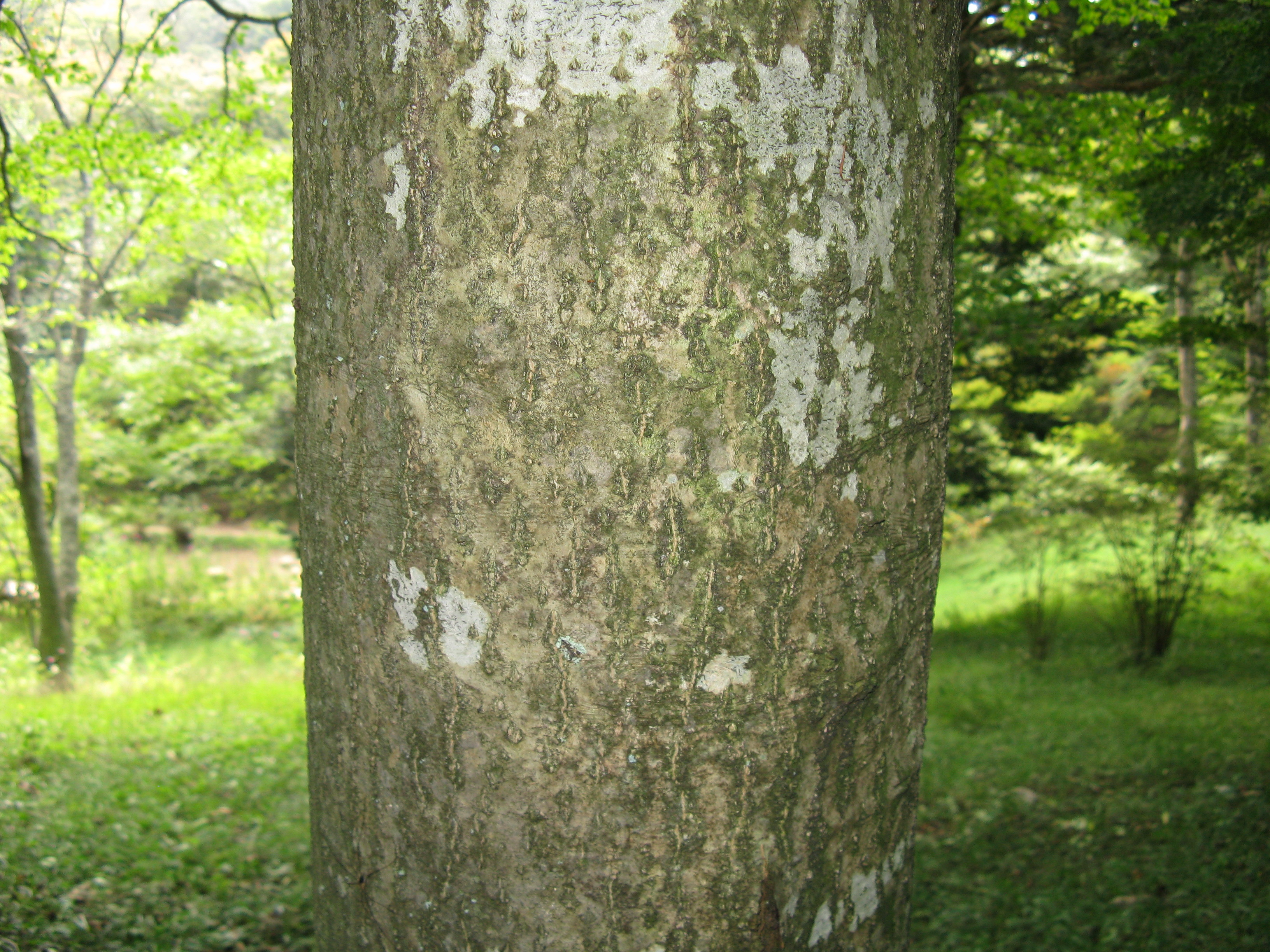